# تگلبیان
تگلبیان (به ترکی آذربایجانی: Tağlabiyan) یک منطقهٔ مسکونی در جمهوری آذربایجان است که در شهرستان اسماعیل‌لی واقع شده‌است. تگلبیان ۳۲۲ نفر جمعیت دارد.